# Géza Gulyás
Géza Gulyás (Budapest, 5 de junio de 1931 - ibídem, 14 de agosto de 2014) fue un entrenador y jugador de fútbol húngaro que jugaba en la demarcación de portero.

## Biografía
Debutó como jugador en 1951 con el Budapesti Dózsa, donde jugó durante un año. En 1952 fichó por el Ferencvárosi TC, jugando 131 partidos en las seis temporadas que permaneció en el equipo. Además ganó la Copa de Hungría el año en el que dejó el club. En 1958 fichó por el Láng Vasas hasta 1964. Al dejar el club se convirtió en el entrenador del equipo hasta 1973. Durante su etapa de entrenador jugó una temporada en el Ferencvárosi TC, llegando a marcar un gol.
Falleció el 14 de agosto de 2014 en Budapest a los 83 años de edad.

## Clubes

### Como futbolista
| Club            | País    | Año         | Partidos | Goles |
| --------------- | ------- | ----------- | -------- | ----- |
| Budapesti Dózsa | Hungría | 1951 - 1952 | ¿?       | ¿?    |
| Ferencvárosi TC | Hungría | 1952 - 1958 | 131      | 0     |
| Láng Vasas      | Hungría | 1958 - 1964 | ¿?       | 0     |
| Ferencvárosi TC | Hungría | 1970 - 1971 | 2        | 1     |

### Como entrenador
| Club       | País    | Año         |
| ---------- | ------- | ----------- |
| Láng Vasas | Hungría | 1965 - 1973 |

## Palmarés

### Campeonatos nacionales
| Título          | Club            | País    | Año  |
| --------------- | --------------- | ------- | ---- |
| Copa de Hungría | Ferencvárosi TC | Hungría | 1958 |